# コックサッカー・ブルース
『コックサッカー・ブルース』(Cocksucker Blues)はローリング・ストーンズによる未発表楽曲および未発表ドキュメント映画。

## 未発表曲
「コックサッカー・ブルース」(Cocksucker Blues)は、ローリング・ストーンズによる楽曲。1971年、ストーンズがデッカ・レコードとの契約を終える際に最後のシングル用楽曲として提供されたが、その歌詞の淫猥さから発売されなかった。
ストーンズはデッカおよび元マネージャーのアラン・クレイン、彼の会社アブコ・レコードとの契約に関して内容に関して不満を持ち、その契約が解消される際に意趣返しとして発売に耐えない内容の本曲をわざと提供したが、種々のブートレグによってリリースされている。
ドイツ・デッカが1983年、独自にリリースした4枚組アルバム『the rest of the best』に「Cocksucker Blues / Brown Sugar」の7インチシングルが加えられて販売された。
2015年にアルバム『スティッキー・フィンガーズ』のデラックス・エディションが発売され、本セッションから未発表テイクを追加収録したが、本作は未収録となった。

## ドキュメンタリー映画
『コックサッカー・ブルース』(Cocksucker Blues)は、ロバート・フランクによって監督されたローリング・ストーンズのドキュメンタリー映画。上述の曲のタイトルを題名としたこの映画は、『メイン・ストリートのならず者』リリース後に行われた1972年の北米ツアーを記録している。
1972年のストーンズ北米ツアーは1969年のオルタモントの悲劇（ファンの黒人青年が会場警備のヘルズ・エンジェルスによってナイフで刺され、殴り殺された事件）以来の彼らのツアーであった。ツアーは実施前の予想通り、エネルギッシュなステージが連日繰り広げられた。バックステージではメンバーによる放蕩、淫らな快楽におぼれる姿が記録された。
本作はフイルムを装着した数台のカメラを周りに据え付け、誰でも撮影が出来るようにして制作された。観客は本作の中で楽屋で繰り広げられるパーティ、麻薬の使用、ローディーたちの悪ふざけ、グルーピーとストーンズの乱痴気騒ぎを見ることが出来る。
本作はバンドの非合法活動の様子などが記録されているため裁判所命令により上映が禁止されているが、様々なブートレグが出回っている。
この映画についてミック・ジャガーは｢ライブの模様をもっと多く収めてほしかったのに、監督のロバート・フランクが勝手に編集したのが気に入らなかった｣と語っている(2008年12月のインタビューでの発言)。